# All victorial
L'all victorial (Allium victorialis) es una espècie de planta bulbosa del gènere Allium, que pertany a la família de las amaril·lidàcies, de l'ordre de les asparagals.
És una espècie pròpia de les muntanyes d'Europa i el Caucas que arriba fins a l'Himàlaia i també als Països Catalans als Pirineus o al Montseny.

## Descripció i hàbitat
Si la comparem amb altres congèneres, és una espècie més aviat robusta, que pot arribar fàcilment a uns 60 o 70 cm d'alçada. La majoria d'espècies del gènere tenen fulles més o menys estretes, linears o cilíndriques. En canvi l'all victorial te fulles peciolades i amplament lanceolades, d'aproximadament 5 cm d'ample, semblants a les del muguet.
En canvi, quan floreix, a principis d'estiu, aquesta possible confusió desapareix, ja que l'all victorial, com molts altres representats del gènere, te una inflorescència globular, amb petites flors blanques, grogoses o verdoses. El fruit és una petita càpsula arrodonida negra i brillant. El bulb presenta un embolcall fibrós.
Les flors són petites i tenen 6 tèpals petaloides, 6 estams i un ovari súper format per tres carpels soldats. Les característiques de l'ovari súper van provocar que tradicionalment s'inclogués el gènere  Allium dins de la família de les liliàcies. Avui en dia però, s'ha vist que evolutivament està més relacionada amb la família de les amaril·lidàcies.
A la península Ibèrica es refugia al nord, en llocs de clima temperat. Als Pirineus la trobem preferentment a l'estatge subalpí, en indrets amb sòls profunds i comunitats de megafòrbies, però també en boscos humits i relleixos de roca ombrejats.

## Taxonomia
Allium victorialis fou descrita per Linné i publicada a Species Plantarum 295, l'any 1753.
L'epítet específic "victorialis" fa referència a una pretesa superstició, en alguns països europeus, que li donava valor per a ser usat com un amulet, per a guanyar batalles.